# Xylobium elatum
Xylobium elatum är en orkidéart som beskrevs av Robert Allen Rolfe. Xylobium elatum ingår i släktet Xylobium och familjen orkidéer. Inga underarter finns listade i Catalogue of Life.